# 再見列寧
《再見列寧！》（英语）是2003年德國導演沃夫岡·貝克所拍攝的黑色喜劇電影。本片是從一個家庭的角度來描寫在兩德統一下，德意志民主共和國人民的反應。这部影片在德国卖出了650万张票，在英国和法国的电影院也取得了不错成绩。它总共在全球68个国家发行，获得了7900万美元的票房。

## 劇情
阿歷山大·柯拿同姐姐阿丽安娜（Ariane Kerner）、还是婴儿的侄女寶娜（Paula）以及母親克莉絲蒂安·柯拿一起居住在东柏林。他們的父亲羅伯特（Robert Kerner）早於1978年就已逃到西柏林，克莉絲蒂安告訴亞歷山大因为他被西德的女人勾引。此後，克莉絲蒂安非常活躍於德意志民主共和國（即東德）的生產，並且是德國統一社會黨的忠實支持者，不管是教育還是改進都非常積極的參與。而以西格蒙德·雅恩为偶像立志成为宇航员的阿歷山大，却成为了一名普通的电视机工厂工人。1989年10月东德四十周年国庆之际，阿歷山大參與反政府示威被捕，而这一切正好被前去参加政府招待宴会的克莉絲蒂安看见，随即受驚過度而心肌梗塞昏迷不醒，對之後轉變了的世界毫不知情。
在探望母亲的时候，阿歷山大遇到了之前游行时偶遇的女孩萊菈（Lara），原来这个姑娘是从苏联来的护士，正好负责照顾阿歷山大的母亲。两个年轻人一来二去很快就发展成了恋人关系。柏林墙倒塌后，阿歷山大丢掉了在电视机维修厂的工作，但也很快找到了新工作——推销并安装卫星电视天线。在新老板的撮合下，他与来自西德的电影爱好者丹尼斯·杜馬舒科成为了同事，两人很快成为了好友，工作也搞的有声有色；而姐姐阿丽安娜则在汉堡王找到了工作。8個月後，母親終於甦醒過來，但醫生指她的心臟不能再受到刺激，否則性命堪虞。隨著柏林圍牆徐徐倒下，兩德統一已經勢在必行。
把母亲从医院接回家后，阿歷山大為免外界鉅變使母親受到刺激，于是连同丹尼斯把屋內新的西方佈置拆掉，變回兩德統一前的原來模樣，希望維持母親生活在原來社會的假象。所幸母亲卧病在床不能自由行动，他这个计划似乎还能行的通。他和家人、女友萊菈在母親面前穿回舊服裝，把罐頭等日用品都換上東德品牌的包裝。不过，很快母亲就要求观看电视，阿歷山大和丹尼斯合伙，一开始先是录制旧的东德新闻，把录像机藏在另一个房间播放录影带给母亲看。后来甚至让丹尼斯扮演新闻主播，自己编制假新闻欺骗母亲。然而他的母亲有一天趁阿歷山大睡着時自己爬起来走到了户外，他看到了许多从西德来的民众以及一架吊着列宁雕像的米-8直升机。阿歷山大帶回母亲后，又和丹尼斯编制了許多的假新闻。他们声称西德发生了经济和政治危机，以致许多居民逃到了东德来避难。
阿丽安娜也交了一个西德男友，他们买了一辆东德生产的旧卫星车带母亲去乡下度假。在那里母亲终于透露出了当年羅伯特逃亡的真相：當年，羅伯特由于没有入黨而在工作中受到排挤，他們因而打算一家逃到西柏林，但羅伯特借机到西柏林参加会议成功逃走後，克莉絲蒂安卻因害怕而連同子女繼續留在東德。
之后母亲因病情恶化再次入院。阿歷山大到西柏林万湖找到了已经再婚的父親羅伯特，并成功让他到医院和母亲见面。雖然这次住院期间母亲实际上已经从萊菈口中得知德國劇變的真相，但是最後仍選擇繼續隱瞞儿女。
隨著兩德統一之日越來越接近，亞歷山大计划為東德最後一個國慶編作最后一条假新闻，之后他遇见了一位出租车司机，此人可能是西格蒙德·雅恩本人，也可能只是很像雅恩。亞歷山大安排这位司机成为了新任东德领导人，再由他发表讲话宣布开放东西德之间的边境，让西德人民自由进入东德，实现两德统一。讲话的背景音乐为东德国歌《从废墟中崛起》。
1990年10月6日，兩德統一後三日，克莉絲蒂安病逝；最终，亚歷山大按照亡母遺願，在父亲、姐姐，丹尼斯和其他亲友面前用兒時製作的玩具火箭將母親的骨灰揚於風中──這是在東西德都不被允许的。

## 角色
- 丹尼爾·布爾（Daniel Brühl） 飾 亚历山大·科尔纳（Alexander "Alex" Kerner）
- Nico Ledermüller 飾 童年版阿歷山大
- 嘉雲·莎絲（Katrin Saß） 飾 克里斯蒂安·科尔纳（Christiane Kerner）
- 丘尔潘·哈马托娃（Chulpan Khamatova） 飾 萊菈（Lara）
- 瑪莉亞·賽門（Maria Simon） 飾 阿莉安娜·科尔纳（Ariane Kerner）
- Florian Lukas 飾 丹尼斯·杜馬舒科（Denis Domaschke）
- 亞歷山大·貝葉爾（Alexander Beyer）飾 雷納（Rainer）
- Burghart Klaußner 飾 羅伯特·科尔纳（Robert Kerner）
- Michael Gwisdek 飾 Klapprath
- Christine Schorn 飾 Frau Schäfer
- Jürgen Holtz 飾 Herr Ganske
- Jochen Stern 飾 Herr Mehlert
- Ernst-Georg Schwill 飾 計程車司機
- Stefan Walz 飾 酷似西格蒙德·雅恩的出租车司机
- Eberhard Kirchberg 飾 Dr. Wagner
- Hans-Uwe Bauer 飾 Dr. Mewes

## 配樂
本片的配樂是由電影配樂大師扬·提尔森配製，同時也是《艾蜜莉的異想世界》配樂者。

## 奖项
- 欧洲电影奖：获得最佳电影，最佳编剧和最佳男主角奖；提名：最佳导演提名，最佳女主角提名（Christiane Kerner）
- 金球奖最佳外语片提名
- 伦敦影评人协会奖最佳外语片
- 英国电影学院奖最佳外语片提名[4]

## 外部連結
- .   [2006-04-23]. （原始内容存档于2006-04-23） （德语）.
- .   [2006-04-23]. （原始内容存档于2006-01-16） （英语）.
- 互联网电影数据库（IMDb）上《再見列寧》的资料（英文）
- 豆瓣电影上《再見列寧》的資料 （简体中文）